# Caleb Martin
Caleb Martin (Mocksville, Carolina del Norte; 28 de septiembre de 1995) es un jugador de baloncesto estadounidense que pertenece a la plantilla de los Dallas Mavericks de la NBA. Con 1,96 metros de estatura, ocupa la posición de alero. Es hermano gemelo del también jugador de baloncesto Cody Martin.

## Trayectoria deportiva

### Universidad
Jugó dos temporadas con los Wolfpack de la Universidad Estatal de Carolina del Norte, en las que promedió 8,0 puntos, 3,7 rebotes y 1,1 asistencias por partido. Al término de esa segunda temporada, él y su hermano gemelo eligieron ser transferidos a los Wolf Pack de la Universidad de Nevada, entrenada por Eric Musselman.
Tras la preceptiva campaña en blanco que impone la NCAA en las transferencias de jugadores, disputó dos años más, en los que promedió 19,1 puntos, 5,2 rebotes, 2,7 asistencias y 1,3 robos de balón por encuentro. En ambas temporadas fue incluido en el mejor quinteto de la Mountain West Conference, siendo además elegido en 2018 Jugador del Año.

#### Estadísticas
| Año     | Equipo   | PJ  | PT | MPP  | %TC  | %3P  | %TL  | RPP | APP | ROB | TPP | PPP  |
| ------- | -------- | --- | -- | ---- | ---- | ---- | ---- | --- | --- | --- | --- | ---- |
| 2014–15 | NC State | 36  | 1  | 16.6 | .356 | .305 | .695 | 2.9 | .7  | .3  | .3  | 4.8  |
| 2015–16 | NC State | 33  | 19 | 30.3 | .389 | .361 | .667 | 4.7 | 1.4 | .9  | .6  | 11.5 |
| 2017–18 | Nevada   | 36  | 26 | 33.3 | .454 | .403 | .749 | 5.4 | 2.6 | 1.3 | .6  | 18.9 |
| 2018–19 | Nevada   | 34  | 33 | 34.1 | .409 | .338 | .732 | 5.1 | 2.8 | 1.4 | .8  | 19.2 |
| Total   | Total    | 139 | 79 | 28.5 | .414 | .359 | .725 | 4.5 | 1.9 | 1.0 | .6  | 13.6 |

### Profesional

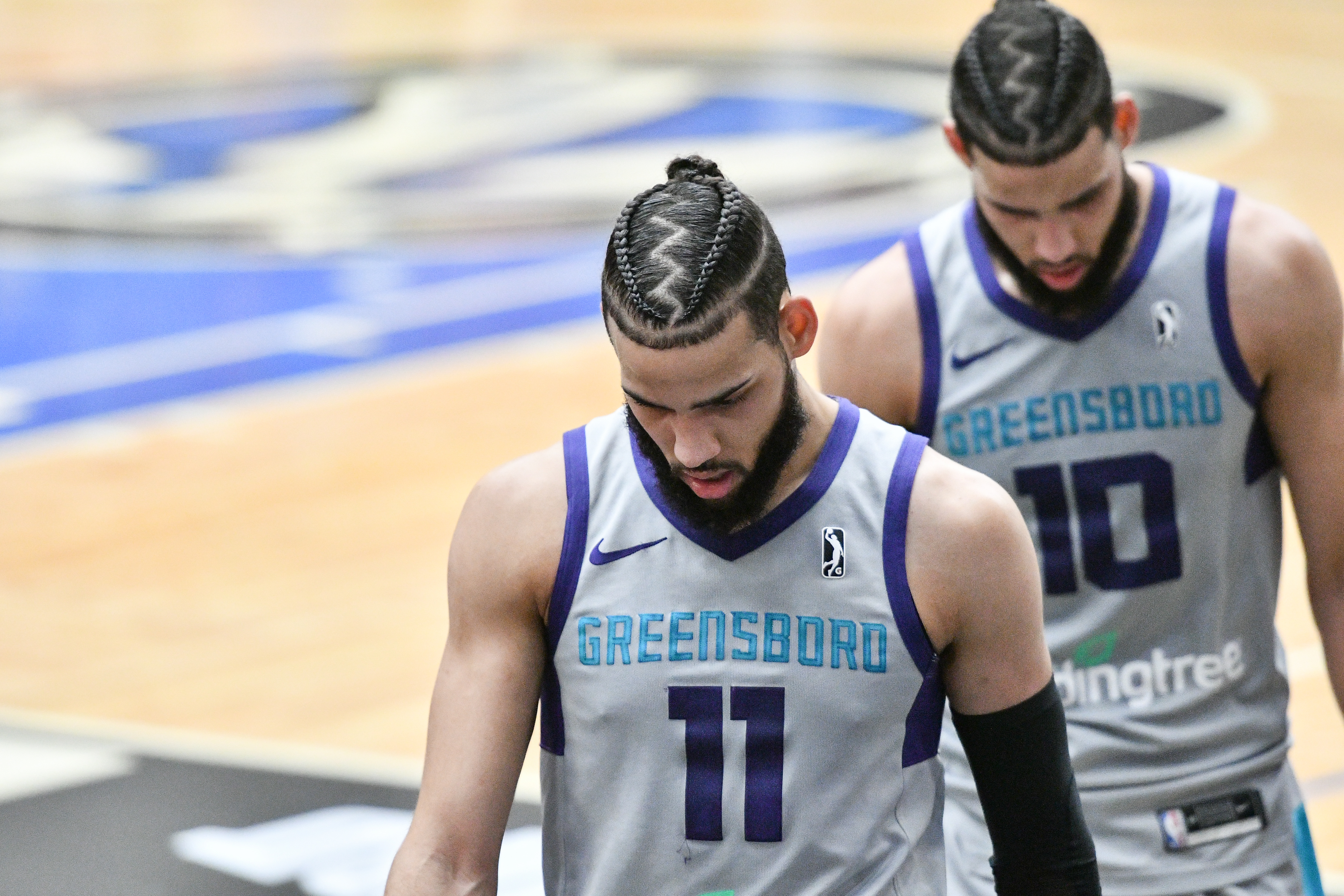
Cody y Caleb Martin (10) en 2019.

Tras no ser elegido en el Draft de la NBA de 2019, el 31 de julio firmó contrato con Charlotte Hornets, uniéndose así de nuevo a su hermano Cody, elegido en el draft por los Hornets. El 25 de octubre, Martin hizo su debut en la NBA, saliendo desde el banquillo en la derrota por 99–121 ante Minnesota Timberwolves, logrando cuatro puntos, dos rebotes, tres asistencias, dos tapones y un robo de balón.
El 27 de noviembre de 2019, es asignado al filial de la NBA G League, los Greensboro Swarm.
Tras dos temporadas en Charlotte, el 7 de agosto de 2021, es cortado por los Hornets. El 14 de septiembre, firma un contrato dual con los Miami Heat, que le permite jugar también con los Sioux Falls Skyforce de la G League. El 15 de febrero de 2022, firma un contrato estándar con los Heat.
El 6 de julio de 2022, renueva y firma un contrato por tres años y $20 millones con los Heat.
Tras tres años en Miami, el 6 de julio de 2024, firma por cuatro temporadas y $32 millones con Philadelphia 76ers.
El 4 de febrero de 2025 es traspasado a los Dallas Mavericks a cambio de Quentin Grimes y una segunda ronda del draft de 2025.

## Estadísticas de su carrera en la NBA

### Temporada regular
| Año     | Equipo       | PJ  | PT  | MPP  | %TC  | %3P  | %TL  | RPP | APP | ROB | TPP | PPP  |
| ------- | ------------ | --- | --- | ---- | ---- | ---- | ---- | --- | --- | --- | --- | ---- |
| 2019-20 | Charlotte    | 18  | 1   | 17.6 | .440 | .541 | .810 | 2.1 | 1.3 | .7  | .4  | 6.2  |
| 2020-21 | Charlotte    | 53  | 3   | 15.4 | .375 | .248 | .641 | 2.7 | 1.3 | .7  | .2  | 5.0  |
| 2021-22 | Miami        | 60  | 12  | 22.9 | .507 | .413 | .763 | 3.8 | 1.1 | 1.0 | .5  | 9.2  |
| 2022-23 | Miami        | 71  | 49  | 29.3 | .464 | .356 | .805 | 4.9 | 1.6 | 1.0 | .4  | 9.6  |
| 2023-24 | Miami        | 64  | 23  | 27.4 | .431 | .349 | .778 | 4.4 | 2.2 | .7  | .5  | 10.0 |
| 2024-25 | Philadelphia | 31  | 24  | 30.4 | .435 | .379 | .622 | 4.4 | 2.2 | 1.1 | .6  | 9.1  |
| 2024-25 | Dallas       | 14  | 0   | 19.6 | .389 | .250 | .625 | 2.9 | 1.9 | .9  | .2  | 5.4  |
| Total   | Total        | 311 | 112 | 24.3 | .447 | .357 | .734 | 3.9 | 1.6 | .9  | .4  | 8.4  |

### Playoffs
| Año   | Equipo | PJ | PT | MPP  | %TC  | %3P  | %TL   | RPP | APP | ROB | TPP | PPP  |
| ----- | ------ | -- | -- | ---- | ---- | ---- | ----- | --- | --- | --- | --- | ---- |
| 2022  | Miami  | 17 | 0  | 12.3 | .400 | .303 | .333  | 2.2 | .3  | .6  | .1  | 4.5  |
| 2023  | Miami  | 23 | 4  | 30.2 | .529 | .423 | .829  | 5.4 | 1.6 | .9  | .4  | 12.7 |
| 2024  | Miami  | 5  | 5  | 35.1 | .467 | .440 | 1.000 | 3.6 | 1.4 | .6  | .0  | 11.6 |
| Total | Total  | 45 | 9  | 24.0 | .489 | .401 | .783  | 4.0 | 1.1 | .7  | .2  | 9.4  |